# Cotarsina belensis
Cotarsina belensis är en fjärilsart som beskrevs av Köhler 1973. Cotarsina belensis ingår i släktet Cotarsina och familjen nattflyn. Inga underarter finns listade i Catalogue of Life.